# Festival di Cannes 1954
La 7ª edizione del Festival di Cannes si è svolta a Cannes dal 25 marzo al 9 aprile 1954.
La giuria presieduta da Jean Cocteau ha assegnato il Grand Prix per il miglior film a La porta dell'inferno di Teinosuke Kinugasa.

## Selezione ufficiale

### Concorso
- Deserto che vive (The Living Desert), regia di James Algar (USA)
- El Wahsh, regia di Salah Abouseif (Egitto)
- Cómicos, regia di Juan Antonio Bardem (Spagna/Argentina)
- Si mis campos hablaran, regia di José Bohr (Cile)
- Quando mi sei vicino (Solange Du da bist), regia di Harald Braun (Germania)
- O canto do mar, regia di Alberto Cavalcanti (Brasile)
- Prima del diluvio (Avant le déluge), regia di André Cayatte (Francia/Italia)
- Lotta nella valle - Cielo d'inferno (Siraa Fil-Wadi), regia di Youssef Chahine (Egitto)
- Le amanti di Monsieur Ripois (Monsieur Ripois), regia di René Clément (Francia/Gran Bretagna)
- I cinque della via Barska (Piatka z ulicy Barskiej), regia di Aleksander Ford (Polonia)
- Man of Africa, regia di Cyril Frankel (Gran Bretagna)
- El niño y la niebla, regia di Roberto Gavaldón (Messico)
- Maddalena, regia di Augusto Genina (Italia)
- Carosello napoletano, regia di Ettore Giannini (Italia)
- Acque torbide (Nigorie), regia di Tadashi Imai (Giappone)
- Sudba Mariny, regia di Viktor Ivchenko e Isaak Shmaruk (Unione Sovietica)
- Kyriakatiko xypnima, regia di Mihalis Kakogiannis (Grecia)
- L'ultimo ponte (Die letzte Brücke), regia di Helmut Käutner (Austria)
- Kiskrajcár, regia di Márton Keleti (Ungheria)
- La porta dell'inferno (Jigokumon), regia di Teinosuke Kinugasa (Giappone)
- I confini del proibito (The Kidnappers), regia di Philip Leacock (Gran Bretagna)
- Cronache di poveri amanti, regia di Carlo Lizzani (Italia)
- Kärlekens bröd, regia di Arne Mattson (Svezia)
- Pamposh, regia di Ezra Mir (India)
- El mártir del calvario, regia di Miguel Morayta (Messico)
- Mastera russkogo baleta, regia di Gerbert Rappaport (Unione Sovietica)
- Sangue e luci (Sang et lumières), regia di Georges Rouquier e Ricardo Muñoz Suay (Francia/Spagna)
- Due ettari di terra (Do bigha zamin), regia di Bimal Roy (India)
- Todo es posible en Granada, regia di José Luis Sáenz de Heredia (Spagna)
- Mayurpankh, regia di Kishore Sahu (India)
- Per ritrovarti (Little Boy Lost), regia di George Seaton (USA)
- Il grande giuoco (Le Grand Jeu), regia di Robert Siodmak (Francia/Italia)
- Cirkus Fandango, regia di Arn Skouen (Norvegia)
- La meravigliosa avventura (Det stora aventyret), regia di Arne Sucksdorff (Svezia)
- Feitiço do Amazonas, regia di Zygmunt Sulistrowski (Brasile)
- Lettere d'amore, regia di Kinuyo Tanaka (Giappone)
- I cavalieri della tavola rotonda (Knights of the Round Table), regia di Richard Thorpe (USA)
- Memorias de un mexicano di Carmen Toscano (Messico)
- L'avventuriero di Siviglia (Aventuras del barbero de Sevilla), regia di Ladislao Vajda (Spagna/Francia)
- Komedianti, regia di Vladimír Vlcek (Cecoslovacchia)
- Tempeste sotto i mari (Beneath the Twelve Mile Reef), regia di Robert D. Webb (USA)
- Skanderbeg l'eroe albanese (Velikiy voin Albanii Skanderbeg), regia di Sergei Yutkevich (Albania/Unione Sovietica)
- Da qui all'eternità (From Here to Eternity), regia di Fred Zinnemann (USA)

## Giuria
- Jean Cocteau, regista (Francia) - presidente
- Jean Aurenche, sceneggiatore (Francia)
- André Bazin, scrittore (Francia)
- Luis Buñuel, regista (Messico)
- Henri Calef, regista (Francia)
- Guy Desson (Francia)
- Philippe Erlanger, storico (Francia)
- Michel Fourre-Cormeray (Francia)
- Jacques-Pierre Frogerais, produttore (Francia)
- Jacques Ibert, compositore (Francia)
- Georges Lamousse
- André Lang, giornalista (Francia)
- Noël-Noël, attore (Francia)
- Georges Raguis (Francia)

## Palmarès

### Lungometraggi
- Grand Prix: La porta dell'inferno (Jigokumon), regia di Teinosuke Kinugasa (Giappone)
- Prix spécial du Jury: Le amanti di Monsieur Ripois (Monsieur Ripois), regia di René Clément (Francia/Gran Bretagna)
- Prix International:
  - L'ultimo ponte (Die letzte brücke), regia di Helmut Käutner (Austria)
  - Deserto che vive (The Living Desert), regia di James Algar (USA)
  - Prima del diluvio (Avant le déluge), regia di André Cayatte (Francia/Italia)
  - Due ettari di terra (Do bigha zamin), regia di Bimal Roy (India)
  - Carosello napoletano, regia di Ettore Giannini (Italia)
  - Cronache di poveri amanti, regia di Carlo Lizzani (Italia)
  - Piatka z ulicy Barskiej, regia di Aleksander Ford (Polonia)
  - La meravigliosa avventura (Det stora aventyret), regia di Arne Sucksdorff (Svezia)
  - Skanderbeg l'eroe albanese (Velikiy voin Albanii Skanderbeg), regia di Sergej Iosifovič Jutkevič (Albania/Unione Sovietica)